# Crucible Theatre
Das Crucible Theatre ist Teil eines Theaterkomplexes im Zentrum von Sheffield in England. Der Komplex wurde 1971 errichtet und umfasst neben dem Crucible Theatre (980 Sitzplätze) das Crucible Studio (400 Sitzplätze).

## Geschichte
1969 wurde das Architektenbüro Renton Howard and Wood engagiert und wenig später begannen die Bauarbeiten. 1971 wurde das Crucible Theatre nach zwei Jahren Bauzeit eröffnet.
Der Name Crucible bedeutet auf Deutsch Schmelztiegel und ist, neben der übertragenen Bedeutung als Ort der kulturellen Verbindung, eine Anspielung auf Sheffield als Zentrum der Stahlindustrie.

## Veranstaltungen
Seit 1977 werden die Snookerweltmeisterschaften im Crucible Theatre ausgetragen, wodurch es über Englands Grenzen hinaus bekannt wurde. Somit gilt das Crucible als „Kathedrale des Snookersports“ und der Name als Synonym für die Weltmeisterschaft. Nach einer Vertragsverlängerung wird die Weltmeisterschaft noch mindestens bis zur 50-Jahr-Feier 2027 im Crucible Theatre ausgetragen. Zuvor gab es auch Überlegungen über den Bau einer speziell auf die Bedürfnisse von Snooker zugeschnittenen Halle, die dann anstelle des Crucible genutzt werden würde.
2019 fand erstmals auch die World Seniors Championship im Crucible Theatre statt.
Es werden auch Meisterschaften in anderen Innensportarten (z. B. Tischtennis oder Squash) ausgetragen.

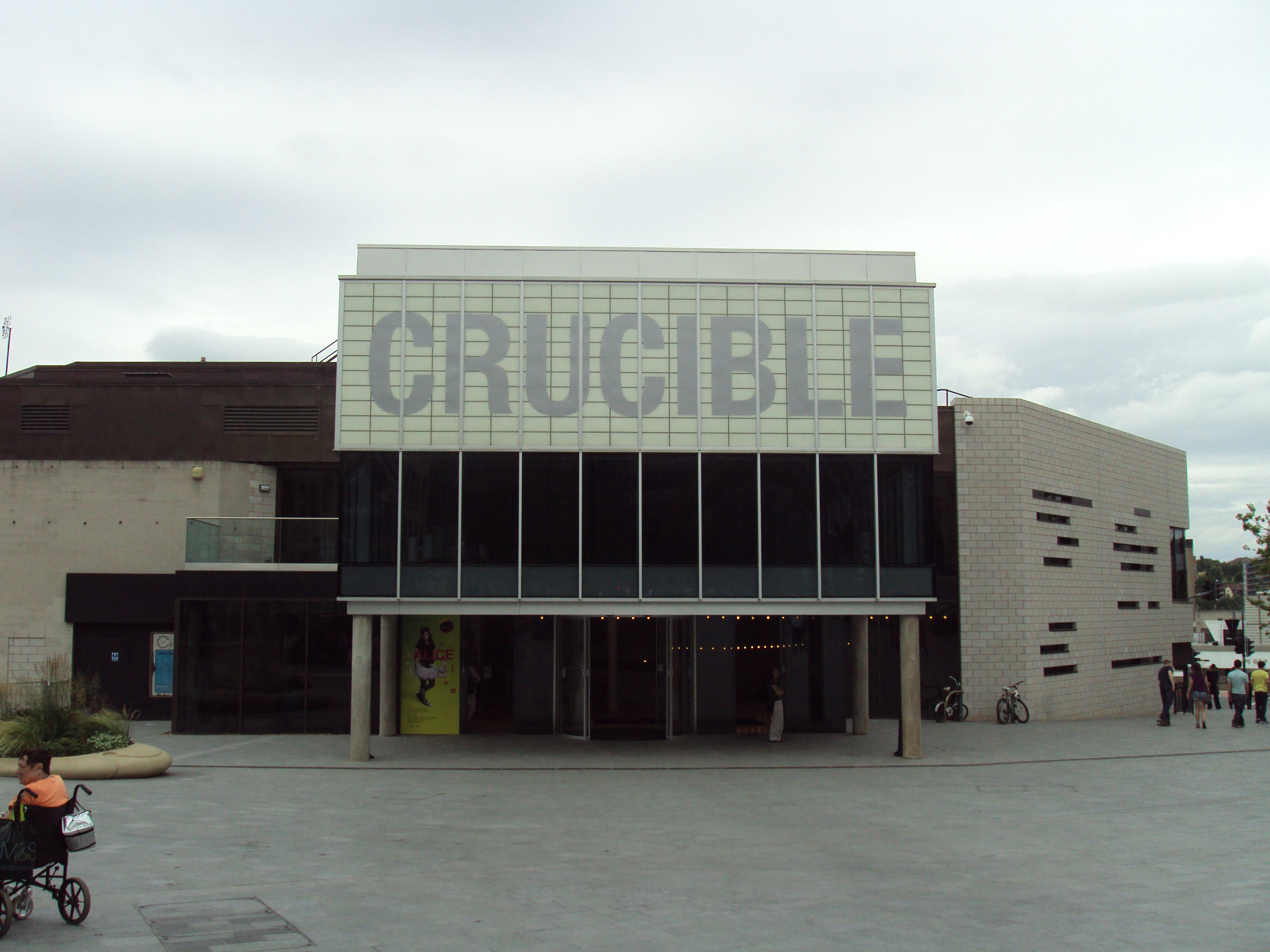
The Crucible Theatre im Juli 2010
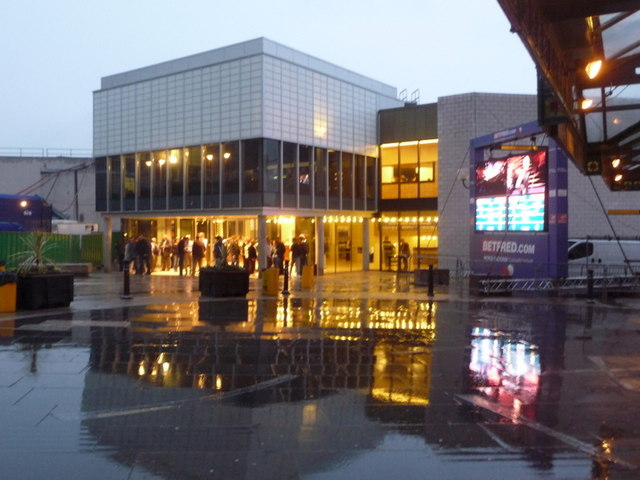
Crucible Theatre im April 2009
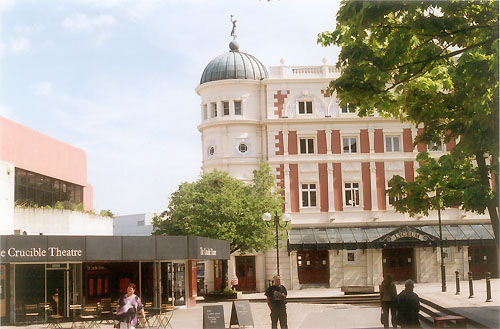
Crucible Theatre (links) und Lyceum Theatre (rechts) im Jahre 2006